# ジャック・ド・ピュイセギュール

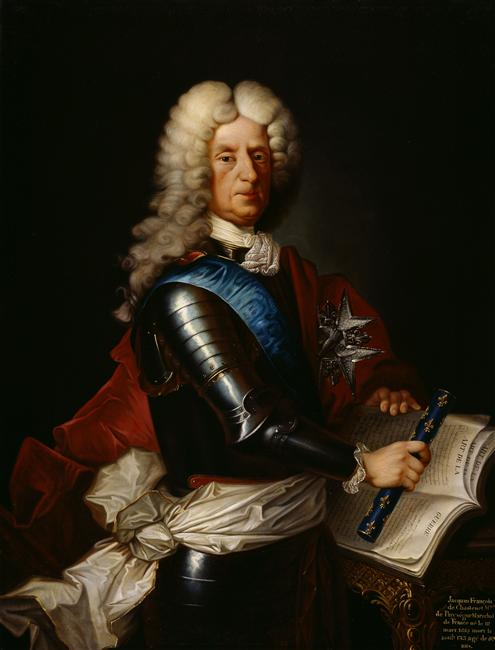
フランス元帥ジャック・フランソワ・ド・ピュイセギュール

ジャック・フランソワ・ド・シャストネ・ド・ピュイセギュール（仏: Jacques Francois de Chastenet de Puységur、1655年8月13日 - 1743年8月15日）は、フランス王国の軍人、軍事学者である。
1655年にフランスで生まれ、1677年に軍人として対ドイツ戦争に参加して以来、昇進を重ねた。ルイ14世の時代にはリュクサンブール公の兵站監となり、ポーランド継承戦争ではフランス元帥になっている。ピュイセギュールは戦争を学問的に捉えることを重視し、軍事組織の標準化などを考案した。

## 業績
ピュイセギュールは同時代のモンテクッコリやヴォーバンに同感して個人的な経験則に頼ることなく、学問的な理論を確立して軍事組織を整えることが重要だと考えた。彼は軍事学の普遍的な原理を発見しようとヘロドトス、クセノフォン、ヴェゲティウスの時代の古典や戦史を研究した。彼の死後、『原理及び原則による戦争術(Art de la guerre par principes et par regles)』が刊行され、ヨーロッパ各地で広く読まれた。
その緻密な戦史研究と、幾何学的、地形的な観点を含めた戦術研究で、特に当時注目されていた部隊の機動と戦闘展開の方式、また軍隊のあり方について具体的に論じた。特に彼は軍隊の標準的な編制の重要性について述べており、大隊、中隊の機動時の歩幅や兵士間の感覚、装備している槍の長さなどについて細かく規定すべきであると考えていた。これは機動力を向上させる意味も含まれていた。また当時、白兵主義であったフランス陸軍において火力主義の立場をとり、白兵戦の根本的な必要性を認めながらも火力の重要性を主張していた。